# Långtjärnen (Älvros socken, Härjedalen, 688525-144399)
Långtjärnen är en sjö i Härjedalens kommun i Härjedalen och ingår i Ljusnans huvudavrinningsområde.